# Mariano S. Otero
Mariano Sabino Otero (* 29. August 1844 in Peralta, Mexiko; † 1. Februar 1904 in Albuquerque, New Mexico) war ein US-amerikanischer Politiker. Zwischen 1879 und 1881 vertrat er das New-Mexico-Territorium als Delegierter im US-Repräsentantenhaus.

## Frühe Jahre und Aufstieg
Der im heutigen Valencia County geborene Mariano Otero entstammte einer prominenten Politikerfamilie im New-Mexico-Territorium. Sein Onkel Miguel war von 1856 bis 1861 Delegierter dieses Territoriums im US-Kongress. Dessen gleichnamiger Sohn und Marianos Cousin Miguel war von 1897 bis 1906 Gouverneur im New-Mexico-Territorium. Mariano Otero besuchte private und öffentliche Schulen seiner Heimat und studierte dann an der Saint Louis University in Missouri. Danach befasste er sich mit dem Handel und der Viehzucht und engagierte sich im Bankwesen. Zwischen 1871 und 1879 war er Richter an einem Nachlassgericht im Bernalillo County.

## Politische Laufbahn
Mariano Otero wurde zunächst Mitglied der Demokratischen Partei. Diese nominierte ihn im Jahr 1872 als Delegierten für das US-Repräsentantenhaus. Otero lehnte die Nominierung aber ab und wurde dann Mitglied der Republikaner. 1876 wurde er als Kandidat seiner neuen Partei zum Kongressdelegierten gewählt. In Washington löste er am 4. März 1877 Trinidad Romero ab. Wie sein Vorgänger absolvierte auch Otero nur eine Legislaturperiode im US-Repräsentantenhaus. Nachdem er im Jahr 1880 auf eine Wiederwahl verzichtet hatte, schied er am 3. März 1881 aus diesem Parlament aus.
Nach seiner Rückkehr nach New Mexico widmete er sich dort seinen privaten Geschäften. Zwischen 1884 und 1886 war er Landrat (Commissioner) im Bernalillo County. In den Jahren 1888 und 1890 kandidierte er jeweils erfolglos für eine Rückkehr in den Kongress. Ab 1889 war er in Albuquerque ansässig, wo er sich mit der Schwefelindustrie und dem Bankwesen befasste. Dort ist er im Jahr 1904 auch verstorben.